# Cneu Pedânio Fusco Salinador
Cneu Pedânio Fusco Salinador (em latim: Gnaeus Pedanius Fuscus Salinator) foi um senador romano nomeado cônsul sufecto para o segundo semestre de 61 com Lúcio Veleio Patérculo. Sua família era originária de Barcino, na Hispânia Tarraconense. Era irmão de Lúcio Pedânio Segundo, cônsul sufecto em 43 e prefeito urbano de Roma, pai de Cneu Pedânio Fusco Salinador, cônsul sufecto em 83 ou 84, e avô de Cneu Pedânio Fusco Salinador, cônsul em 118.